# پنیل، کیپ غربی
پنیل، وسترن کپ (به لاتین: Pniel) یک شهرک در آفریقای جنوبی است که در منطقهٔ استلنبوش واقع شده‌است.